# Pezzottaíta
La pezzottaíta es un mineral de la clase de los ciclosilicatos, y dentro de esta pertenece al llamado “grupo de la berilo”. Fue descubierta en 2002 en una mina al sur de la localidad de Mandosonoro, en la provincia de Fianarantsoa (Madagascar), siendo nombrada así en honor de Federico Pezzotta, geólogo italiano. Un sinónimo es su clave: IMA2003-022.

## Características químicas
Es un ciclosilicato de anillos simples de seis tetraedros de sílice, químicamente un aluminio-silicato anhidro de cesio, litio y berilio, muy parecido al resto de las gemas del grupo del berilo al que pertenece. Es el análogo con cesio del berilo, con el que puede formar una serie de solución sólida en la que la sustitución gradual del cesio por mayor proporción de berilio va dando los distintos minerales de la serie.

## Formación y yacimientos
Aparece en pegmatitas de granito ricas en berilio y litio, donde se forma en la última etapa de solidificación de esta roca.
Suele encontrarse asociado a otros minerales como: berilo, variedades del berilo, bazzita, indialita o stoppaniíta.

## Usos
Aunque de descubrimiento reciente y aún no muy comercializada, los ejemplares limpios pueden ser tallados y empleados como gema en joyería.